# 涅米里夫卡 (科羅斯堅區)
50°59′32″N 28°43′19″E / 50.99222°N 28.72194°E

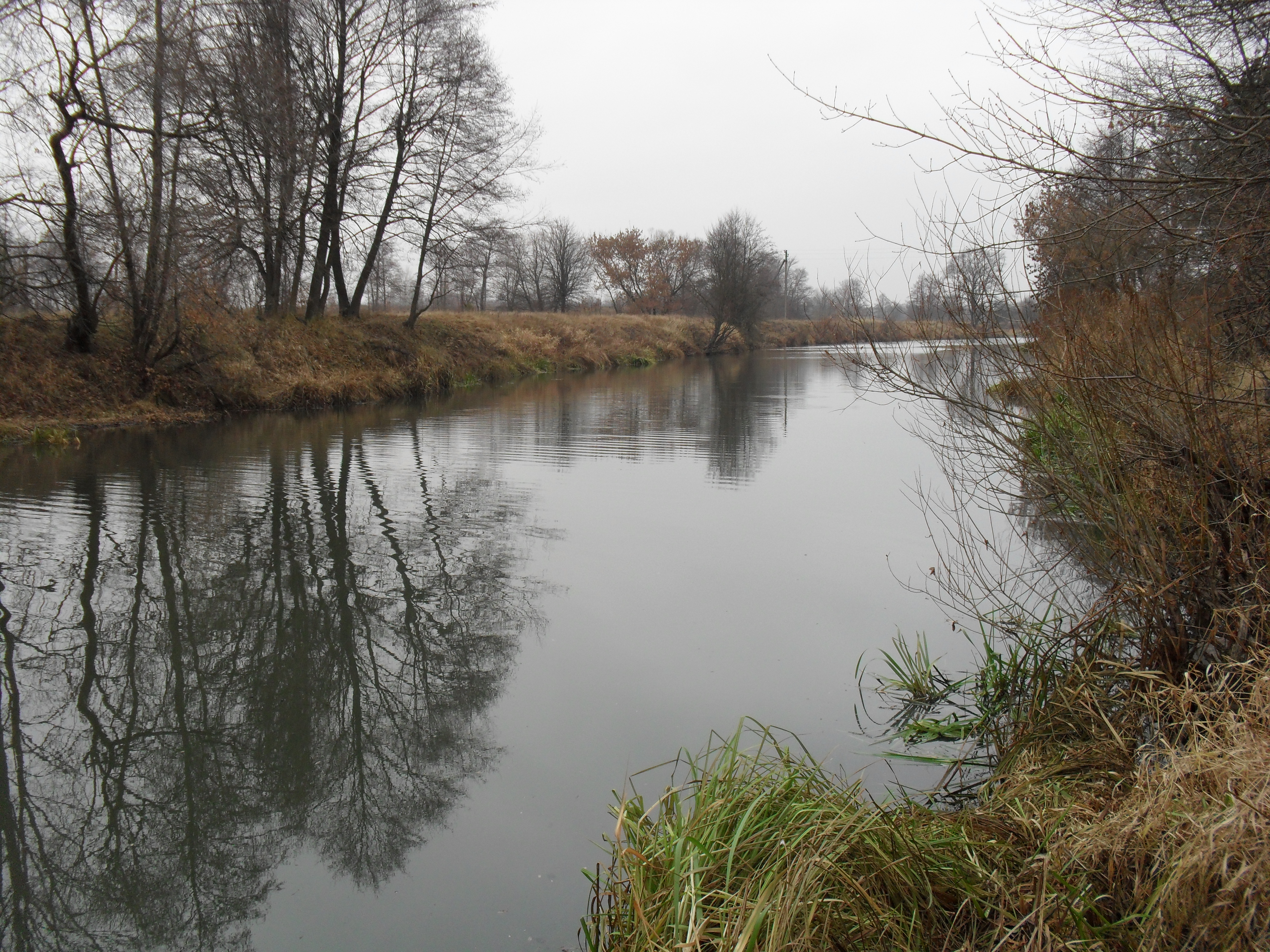

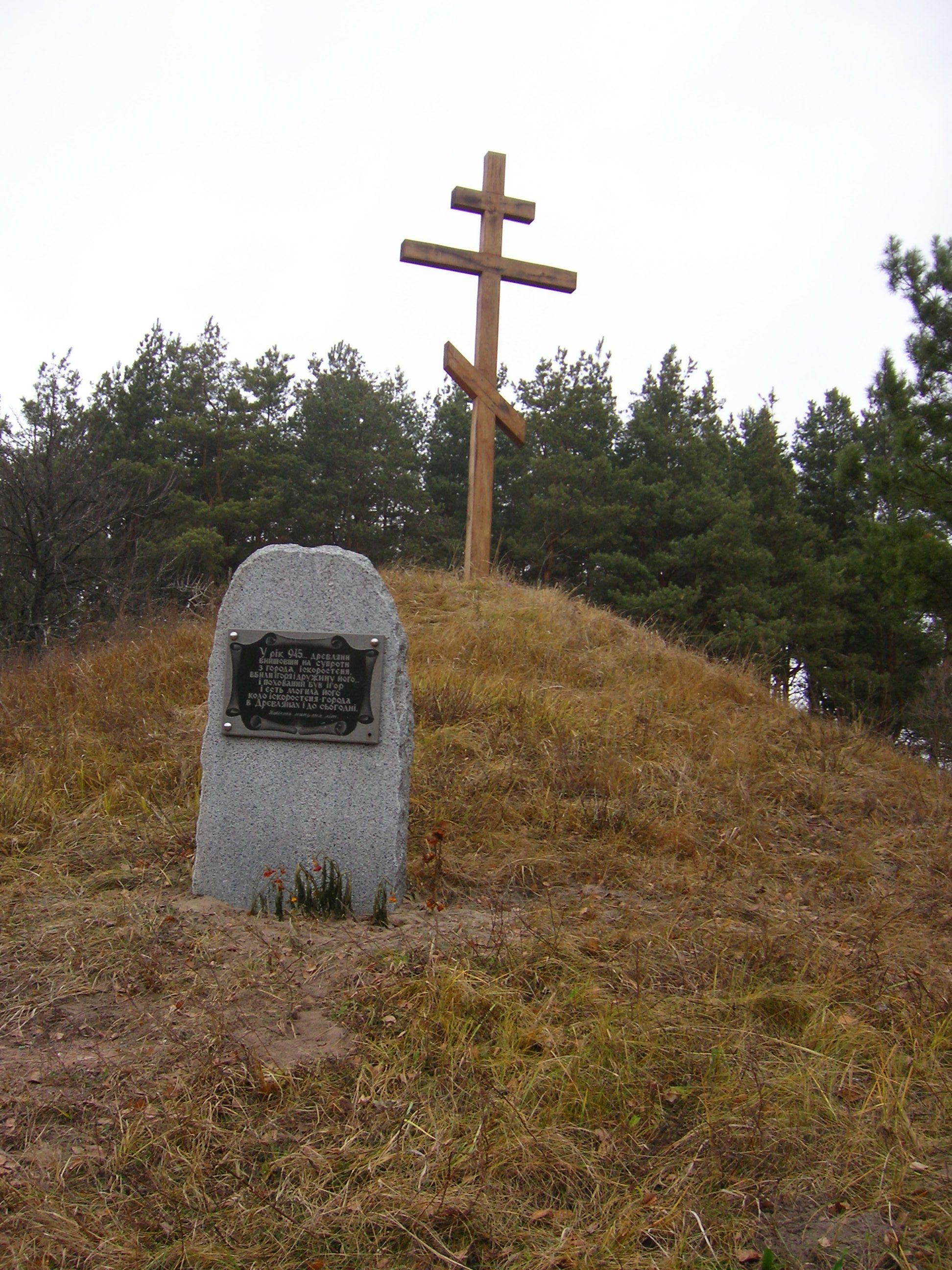

涅米里夫卡（烏克蘭語：Немирівка），是烏克蘭的村落，位於該國北部日托米爾州，由科羅斯堅區負責管轄，處於烏日河畔，始建於1783年，面積1.48平方公里，海拔高度160米，2001年人口231，人口密度每平方公里156.08人。